# He Zhihong
Pour les articles homonymes, voir Zhihong.
He Zhihong est une auteure et illustratrice de livres pour la jeunesse.
Née en Chine, elle apprend le dessin et la calligraphie dès l'enfance, en regardant peindre son père. Diplômée des Beaux-Arts de Pékin, où elle a étudié la peinture traditionnelle chinoise, He Zhihong vit à Paris. Elle travaille sur soie et sur papier de riz, et a conçu une méthode multimédia d’apprentissage de la calligraphie chinoise en livre-cédérom.

## Œuvres
- Où est maman ?, Les éditions des éléphants, 2025
- Contes des dieux et déesses du bout du monde, Seuil Jeunesse, 2024
- L'ami de Pinpin, Seuil Jeunesse, 2022
- Au fil du temps, Les éditions des éléphants, 2021
- Le Noël de Pinpin, Seuil Jeunesse, 2020
- Les sept frères chinois, Les éditions des éléphants, 2020
- La nuit de Pinpin, Seuil Jeunesse, 2019
- Les animaux du zodiaque, Les éditions des éléphants, 2019
- La rentrée de Pinpin, Seuil Jeunesse, 2018
- La princesse aux doigts d'or, Milan, 2018
- Les singes et la lune, Les éditions des éléphants, 2018
- Le renard et le tigre, Les éditions des éléphants, 2017
- A quoi rêves-tu bébé ?,  Seuil Jeunesse, 2017
- Je t'aime, Seuil Jeunesse, 2017
- Contes des peuples de Chine, Les éditions des éléphants, 2016
- Les lapins et la tortue, Les éditions des éléphants, 2016
- Où es-tu Léo ?, Seuil Jeunesse, 2016
- Le Plouf, Les Éditions des Éléphants, 2015
- Contes de Chine : L'origine des grandes fêtes, Seuil Jeunesse, 2014
- Que fais-tu bébé ?, Seuil Jeunesse, 2014
- Voilà le loup, Flammarion, 2013
- Nian le terrible, Seuil Jeunesse, 2012[1]
- Mes images de Chine, Seuil Jeunesse, 2011
- La Grande Muraille de Chine, Casterman, 2009
- Poèmes de Chine, Seuil, 2009
- La fille du pays des neiges, Seuil Jeunesse, 2007
- Pourquoi le tigre ne grimpe pas aux arbres, Seuil Jeunesse, 2007
- J’apprends la calligraphie chinoise, Picquier Jeunesse, 2006[2]
- Le cerf-volant dans l’arbre, Picquier Jeunesse, 2006
- La forêt des pandas, Seuil Jeunesse, 2006 (Prix Saint-Exupéry)
- Long-long’s New Year, Frances Lincoln, 2005 (Prix Peter Pan)
- Lili et le rêve du papillon, Bleu de Chine, 2005
- Lili et le goût de la Chine, Bleu de Chine, 2004
- Le mariage de Souricette, Syros Jeunesse, 2004
- Ma vie à Pékin au fil des mois, Syros Jeunesse, 2003
- Contes des peuples de Chine, Syros Jeunesse, 2003 (Prix de la Nuit du Livre)
- Contes de Mandchourie : Le fleuve du dragon noir, L’école des loisirs, 2003
- Le daim mangeur de tigre, L’école des loisirs, 2002